# Hiroshi Watanabe (Musiker)
Hiroshi Watanabe (* 1971 in der Präfektur Tokio) ist ein japanischer Trance-Musiker, DJ und Fotograf. Watanabe ist in Deutschland vor allem durch seine Veröffentlichungen als Kaito auf dem Kölner Techno-Label Kompakt bekannt. Er produziert weiterhin unter den Namen 32 Project, Crunky Boy, Deep Emotion, DJ FX, DJ Mazinger, DJ Oddball, Nite System, Quadra und Tread.

## Leben
Der 1971 in der Präfektur Tokio geborene Watanabe entstammt einer Musikerfamilie. Der Vater war als Komponist tätig und die Mutter als Jazz-Pianistin. Am Tokioter College of Music erlernt Watanabe das Spielen des Kontrabass. Nach einem Umzug in die USA studierte er am renommierten Berklee College of Music, anschließend zog er nach New York City, wo er ab Mitte der 1990er Jahre erstmals musikalisch als Disc Jockey in Clubs wie Save The Robots, Twilo, Speed oder Tunnel in Erscheinung trat. Zur gleichen Zeit begann er mit der Produktion eigener Techno-Stücke.
Seine erste Platte Sky EP erschien unter dem Alias Quadra beim japanischen Label Frogman Records. Sein erstes, in New York produziertes Album Sketch From A Moment veröffentlichte er 1997. Im Jahr 1998 erreichten drei Produktionen Watanabes die Billboard Hot Dance Music/Club Play Charts. Sein Remix des Stücks One More Time war auf einer Single des Projekts Divas Of Color vertreten, die 1998 Platz 3 der US-amerikanischen Club Play Charts erreichte. Mit seinem Hiroshi's Epic Club Mix war er auf der Kimara-Lovelace-Single Circles vertreten, die im Januar 1998 bis auf Platz 1 der Club Play Charts vordrang. Darüber hinaus erreichte er mit der unter seinem bürgerlichen Namen veröffentlichten Single Nite Systems im selben Jahr Platz 5 der US Club Play Charts.
Als Hiroshi Watanabe veröffentlichte er zeitgleich die Compilation Beatmania - Beat Indication, auf der sich unter verschiedenen Pseudonymen produzierte Auftragsarbeiten für das von Konami vertriebene Musikspiel Beatmania finden. Im März des folgenden Jahres zieht Watanabe zurück nach Japan, wo er zunächst nur als Remixer in Erscheinung tritt und weiterhin Musik für Computerspiele produziert.
Im Jahr 2001 erscheint mit Beautiful Day die erste Arbeit seines Trance-Projektes Kaito bei Wolfgang Voigts Kompakt-Label, das bis dahin vor allem für seine minimalen Techno- und Ambient-Produktionen bekannt war. 2002 folgt mit Special Life das erste Kaito-Album. Einem größeren Publikum wurde er 2002 durch seinen Live-Auftritt im Rahmen der Kölner Popkomm bekannt. Im gleichen Jahr trat er beim Sonar in Barcelona auf. Unter dem Pseudonym Tread veröffentlichte er seit 2002 in Zusammenarbeit mit dem Grafikdesigner Takehiko Kitahara Deep-House-Stücke auf dem von ihm betriebenen Label NORM.
Zur selben Zeit wandte sich Watanabe verstärkt der Fotografie zu, die einen sichtbaren Einfluss auf das Design seiner Veröffentlichungen hat. So finden sich seither auf den Schallplattencovern seiner Kaito-Alben Fotos seines Sohnes. Nach ersten eigenen Ausstellungen erschien 2004 ein erstes Fotoalbum zusammen mit der Soundtrack-DVD Tiny Balance.
Watanabe ist weiterhin als DJ und Live Act tätig und betreibt im Club Maniac Love in Aoyama seine eigene Veranstaltungsreihe unter dem Namen Quadra. Darüber hinaus tritt er als Resident-DJ im Module in Shibuya auf. Neben seinen Veröffentlichungen lieferte Watanabe unter anderem Remixe für Superpitcher (Tomorrow), Larry Heard (Reminisce), Way Out West (Don't Forget Me) und trat auch als Produzent für die japanischen Musiker Kaori und Yamazaki Senri in Erscheinung. Er komponiert weiterhin Jingles für Fernsehproduktionen sowie Musik für Theaterstücke und Modenschauen.

## Werke (Auswahl)

### Alben
- 1997: Quadra – Sketch From A Moment
- 1998: Hiroshi Watanabe – Beatmania - Beat Indication
- 2002: Kaito – Special Life
- 2003: Kaito – Special Love
- 2004: Hiroshi Watanabe – Tiny Balance Volume 1 Soundtrack
- 2005: Hiroshi Watanabe – Sounds Of Instruments 01 (DJ-Mix)
- 2006: Kaito – Hundred Million Light Years
- 2007: Hiroshi Watanabe – Genesis
- 2007: Kaito – Contact To The Spirits (DJ-Mix)
- 2007: Hiroshi Watanabe – Big In Japan (DJ-Mix)
- 2008: Hiroshi Watanabe feat. Keiichi Sokabe – Life, Love
- 2009: Kaito – Trust
- 2010: Kaito – Trust Less
- 2011: Hiroshi Watanabe – Sync Positive
- 2013: Kaito – Until the End of Time
- 2014: Kaito – Less Time Until The End
- 2014: Hiroshi Watanabe – 袋田の滝 From Formation To Present
- 2015: Kaito – Another Stories
- 2016: Hiroshi Watanabe – Multiverse
- 2017: Kaito – Trust Another Stories 2
- 2019: Kaito – Nokton
- 2024: Kaito – Collection

### Singles und EPs
- 1995: Quadra – Sky EP
- 1996: Nite System – Wonderful Day
- 1997: Quadra – White EP
- 1998: Hiroshi Watanabe – Nite System
- 2001: Kaito – Beautiful Day
- 2001: Kaito – Everlasting
- 2002: Kaito – Awakening
- 2003: 32 Project – The Root Of World
- 2003: Nite System – Get Back To The Underground
- 2004: Kaito – Soul Of Heart
- 2005: Kaito – Color Of Feels
- 2006: Kaito – Hundred Million Light Years
- 2007: Hiroshi Watanabe – Genesis EP
- 2008: Kaito – Alive
- 2009: Kaito – We Are Living Here
- 2010: Kaito – And That Was The Way
- 2011: Hiroshi Watanabe & Popnoname – Star Spell
- 2011: Hiroshi Watanabe – Isolated Soul
- 2013: Kaito – Behind My Life
- 2015: Kaito – Snow Flow/Light Stones
- 2016: Hiroshi Watanabe – Multiverse EP
- 2017: Hiroshi Watanabe – Cygnus Remixes